# Virbalis
Virbalis è un centro abitato della Lituania che fa parte del Comune distrettuale di Vilkaviškis.
La città è conosciuta anche con il nome polacco Wierzbolów sotto l'occupazione dell'Impero russo e Wirballen in tedesco.

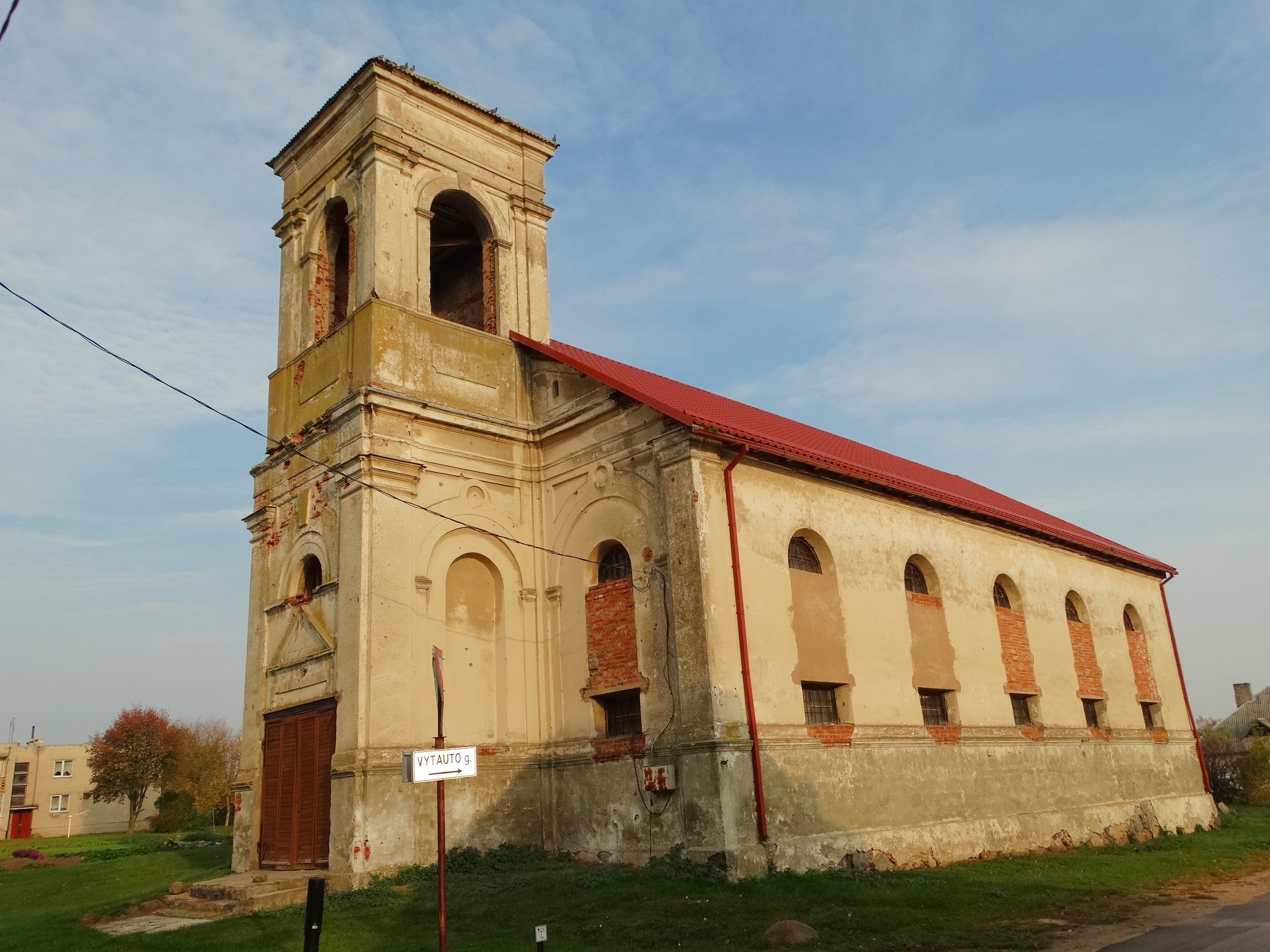
Virbalis chiesa Luterana Evangelica

.